# Psychotria aurantiocarpa
Psychotria aurantiocarpa är en måreväxtart som beskrevs av Francis Raymond Fosberg. Psychotria aurantiocarpa ingår i släktet Psychotria och familjen måreväxter. Inga underarter finns listade i Catalogue of Life.